# Phare de Vaternish
Le phare de Vaternish Point (en gaélique écossais : Rubha Bhatairnis) est un phare qui se situe sur l'île de Skye) dans l'archipel des Hébrides intérieures, dans le comté de Highland à l'ouest de l'Écosse. Il est érigé sur le promontoire nord-ouest de la péninsule de Waternish Point (en) qui est une falaise abrupte au-dessus d'une plage rocheuse. La zone du phare est une prairie herbeuse où l'on trouve aussi des ruines d'une ancienne colonie.
Ce phare est géré par le Northern Lighthouse Board (NLB) à Édimbourg,l'organisation de l'aide maritime des côtes de l'Écosse.

## Histoire
Le premier phare a été conçu par les ingénieurs civils écossais David Stevenson et Thomas Stevenson en 1924. La tour actuelle a été construite en 1980, par l'ingénieur John Smith. La lentille originale a été donnée au Musée des phares d'Écosse visible au Phare de Kinnaird Head.
L'édifice se compose d'une tourelle octogonale en aluminium blanc de 7 m de haut, avec lanterne au toit en fibres de verre, posée sur une plateforme en béton. Cette nouvelle tourelle a été construite en 1980 date à laquelle le fut fut autonomisé. Les panneaux solaires ont été installés en 2001. Il est accessible à pied de la route du village de Trumpan (en) à environ 7 km.

### Lien connexe
- Liste des phares en Écosse